# Ведезета
Ведезета (итал. Vedeseta) је насеље у Италији у округу Бергамо, региону Ломбардија.
Према процени из 2011. у насељу је живело 190 становника. Насеље се налази на надморској висини од 806 м.

## Становништво
| 1931. | 1936. | 1951. | 1961. | 1971. | 1981. | 1991. | 2001. | 2011. |
| ----- | ----- | ----- | ----- | ----- | ----- | ----- | ----- | ----- |
| 730   | 616   | 569   | 503   | 421   | 316   | 297   | 263   | 210   |